# Carlos Suárez (Basketballspieler)
Carlos Suárez García-Osorio (* 23. Mai 1986 in Aranjuez, Madrid) ist ein ehemaliger spanischer Basketballspieler. Er spielte auf der Position des Small Forwards.

## Laufbahn
Carlos Suárez begann seine Laufbahn in der Jugend von CB Estudiantes. Sein Ligadebüt in der ersten Mannschaft der Madrilenen feierte er am 27. Oktober 2004 gegen Ricoh Manresa. Schnell konnte er sich einen Stammplatz als Small Forward erarbeiten und bereits in seinem zweiten Jahr in der Liga ACB wurde er als Jugador Revelación (dt.: Entdeckung der Saison) ausgezeichnet. Seinen Durchbruch feierte er in der Saison 2009/10, als er zum wichtigsten Spieler seines Klubs aufstieg, mit durchschnittlich 11,5 Punkten, 5,6 Rebounds und 2,3 Assists pro Spiel den dritthöchste Effektivitätswert der Liga erreichte und ins First-Team der Saison gewählt wurde.
Seine Erfolge machten die großen Klubs des Landes auf ihn aufmerksam, schließlich entschied er sich zu einem Wechsel zum Lokalrivalen Real Madrid, wo er einen Vertrag bis 2014 unterschrieb. Nach einem titellosen ersten Jahr, konnte Carlos Suárez 2011/12 mit seiner Mannschaft den Pokal erobern. Zu Beginn der Saison 2012/13 folgte der Gewinn des spanischen Supercups, zudem erreichte er mit Real Madrid das Endspiel der EuroLeague und beendete das Jahr mit dem Sieg in der Meisterschaft. 
Im Sommer 2013 wechselte er zum Ligakonkurrenten Unicaja Málaga. In den letzten Jahren seiner Karriere spielte er 2022 für Baloncesto Fuenlabrada und 2023 für den CB San Pablo Burgos. Zum Abschluss trat er 2023/24 noch einmal für den CB Estudiantes an und erklärte im Juli 2024 seinen Rücktritt.

### Nationalmannschaft
Suárez gewann als Junior mit Spanien die U-18-Europameisterschaft 2004. In der A-Nationalmannschaft feierte er sein Debüt am 1. August 2010 in einem Freundschaftsspiel gegen Kanada. Er war Teil des vorläufigen 15-Mann-Kaders für die Weltmeisterschaft 2010, im endgültigen Aufgebot bekam jedoch der erfahrenere Fernando San Emeterio den Vorzug.

## Erfolge
Real Madrid
- Spanische Meisterschaft: 2012/13
- Spanischer Pokal: 2011/12
- Spanischer Supercup: 2012

 Nationalmannschaft 
- U-18-Europameisterschaft 2004: Gold

### Persönliche Ehrungen
- Entdeckung der Saison der Liga ACB 2005/06
- ACB All-Tournament Team der Saison: 2009/10